# Сент-Роуз
Сент-Роуз (англ. Ste. Rose) — муніципалітет в Канаді, у провінції Манітоба.

## Населення
За даними перепису 2016 року, муніципалітет нараховував 1712 осіб, показавши скорочення на 4,6%, порівняно з 2011-м роком. Середня густина населення становила 2,7 осіб/км².
З офіційних мов обидвома одночасно володіли 515 жителів, тільки англійською — 1 105, тільки французькою — 5, а 5 — жодною з них. Усього 60 осіб вважали рідною мовою не одну з офіційних, з них 5 — одну з корінних мов, а 10 — українську.
Працездатне населення становило 58% усього населення, рівень безробіття — 5,8% (11% серед чоловіків та 0% серед жінок). 85,3% осіб були найманими працівниками, а 14,1% — самозайнятими.
Середній дохід на особу становив $37 624 (медіана $27 957), при цьому для чоловіків — $41 233, а для жінок $34 397 (медіани — $32 128 та $26 048 відповідно).
29% мешканців мали закінчену шкільну освіту, не мали закінченої шкільної освіти — 34,2%, 36,8% мали післяшкільну освіту, з яких 25,3% мали диплом бакалавра, або вищий.
| Статево-вікова структура населення | Статево-вікова структура населення | Статево-вікова структура населення | Статево-вікова структура населення | Статево-вікова структура населення |
| ---------------------------------- | ---------------------------------- | ---------------------------------- | ---------------------------------- | ---------------------------------- |
|                                    |                                    |                                    |                                    |                                    |
| Всього                             | Всього                             | 48,1%51,9%                         |                                    |                                    |
| 0 — 14 років                       | 0 — 14 років                       |                                    | 15,2%                              | 15,2%                              |
| 15 — 64 років                      | 15 — 64 років                      |                                    | 55,3%                              | 55,3%                              |
| 65 і більше                        | 65 і більше                        |                                    | 29,5%                              | 29,5%                              |
| 85 і більше                        | 85 і більше                        |                                    | 5,8%                               | 5,8%                               |
| Середній вік (років)               | Середній вік (років)               | 46,549,0                           | 47,8                               | 47,8                               |
| Медіана (років)                    | Медіана (років)                    | 50,653,7                           | 52,2                               | 52,2                               |
| — чоловіки — жінки                 |                                    |                                    |                                    |                                    |

| Походження мешканців:     | Походження мешканців:     | Походження мешканців: | Походження мешканців: | Походження мешканців: |
| ------------------------- | ------------------------- | --------------------- | --------------------- | --------------------- |
| Походження                |                           |                       | осіб                  | %                     |
| Корінні американці        | Корінні американці        |                       | 575                   | 36.16%                |
| Інше північноамериканське | Інше північноамериканське |                       | 490                   | 30.82%                |
| Європейське               | Європейське               |                       | 1 195                 | 75.16%                |
| британське                | британське                |                       | 575                   | 36.16%                |
| французьке                | французьке                |                       | 690                   | 43.4%                 |
| українське                | українське                |                       | 180                   | 11.32%                |
| Азійське                  | Азійське                  |                       | 40                    | 2.52%                 |

| Зайнятість населення за галузями (за класифікацією NOC): | Зайнятість населення за галузями (за класифікацією NOC): | Зайнятість населення за галузями (за класифікацією NOC): | Зайнятість населення за галузями (за класифікацією NOC): | Зайнятість населення за галузями (за класифікацією NOC): |
| -------------------------------------------------------- | -------------------------------------------------------- | -------------------------------------------------------- | -------------------------------------------------------- | -------------------------------------------------------- |
|                                                          |                                                          |                                                          |                                                          |                                                          |
| Управління                                               | Управління                                               |                                                          | 13,5%                                                    | 13,5%                                                    |
| Бізнес, фінанси та адміністрування                       | Бізнес, фінанси та адміністрування                       |                                                          | 10,3%                                                    | 10,3%                                                    |
| Природничі та прикладні науки                            | Природничі та прикладні науки                            |                                                          | 1,9%                                                     | 1,9%                                                     |
| Охорона здоров'я                                         | Охорона здоров'я                                         |                                                          | 13,5%                                                    | 13,5%                                                    |
| Освіта, правозахист, муніципальні та урядові служби      | Освіта, правозахист, муніципальні та урядові служби      |                                                          | 12,9%                                                    | 12,9%                                                    |
| Роздрібна торгівля та послуги                            | Роздрібна торгівля та послуги                            |                                                          | 20,6%                                                    | 20,6%                                                    |
| Гуртова торгівля, транспорт та обладнання                | Гуртова торгівля, транспорт та обладнання                |                                                          | 19,4%                                                    | 19,4%                                                    |
| Природні ресурси, сільське господарство                  | Природні ресурси, сільське господарство                  |                                                          | 7,1%                                                     | 7,1%                                                     |
| Виробництво                                              | Виробництво                                              |                                                          | 1,3%                                                     | 1,3%                                                     |

## Клімат
Середня річна температура становить 1,9°C, середня максимальна – 23,3°C, а середня мінімальна – -24,8°C. Середня річна кількість опадів – 492 мм.
| Клімат поселення                              | Клімат поселення | Клімат поселення | Клімат поселення | Клімат поселення | Клімат поселення | Клімат поселення | Клімат поселення | Клімат поселення | Клімат поселення | Клімат поселення | Клімат поселення | Клімат поселення | Клімат поселення |
| Показник                                      | Січ.             | Лют.             | Бер.             | Квіт.            | Трав.            | Черв.            | Лип.             | Серп.            | Вер.             | Жовт.            | Лист.            | Груд.            |                  |
| Середній максимум, °C                         | −11,76           | −8,1             | −1,23            | 8,52             | 16,61            | 22,44            | 23,26            | 22,66            | 16,34            | 9,46             | −0,76            | −10,28           |                  |
| Середня температура, °C                       | −18,28           | −14,6            | −7,71            | 2,00             | 10,11            | 15,93            | 19,10            | 18,49            | 12,20            | 5,30             | −4,9             | −14,42           |                  |
| Середній мінімум, °C                          | −24,76           | −21,12           | −14,24           | −4,48            | 3,60             | 9,41             | 14,96            | 14,36            | 8,02             | 1,15             | −9,06            | −18,59           |                  |
| Норма опадів, мм                              | 22               | 13               | 25               | 27               | 54               | 80               | 73               | 62               | 51               | 39               | 23               | 23               |                  |
| Середньомісячна швидкість вітру, м/с          | 3.60             | 3.60             | 3.79             | 4.00             | 4.10             | 3.80             | 3.40             | 3.50             | 3.90             | 4.10             | 4.00             | 3.70             |                  |
| Середньомісячна сонячна радіація, кДж/м²·день | 3944             | 7259             | 12653            | 17349            | 20242            | 21408            | 21687            | 18324            | 12531            | 7398             | 3944             | 2944             |                  |
| --------------------------------------------- | ---------------- | ---------------- | ---------------- | ---------------- | ---------------- | ---------------- | ---------------- | ---------------- | ---------------- | ---------------- | ---------------- | ---------------- | ---------------- |
| Джерело:                                      |                  |                  |                  |                  |                  |                  |                  |                  |                  |                  |                  |                  |                  |